# John Grantham
John Grantham (* 1809 in Croydon, Surrey; † 10. Juli 1874 ebenda) war ein englischer Ingenieur und Erfinder, der sich mit Schiffs-, Eisenbahn- und Straßenbahnbau befasste.

## Leben
Grantham war der zweite Sohn von John und Betsey Grantham. Nach dem Schulabschluss arbeitete er mit seinem Vater bei der Vermessung von geplanten Eisenbahntrassen zusammen. Danach zogen sie nach Irland, um bei der Einführung von Dampfbooten auf dem Shannon und den Kanälen zwischen Dublin und Limerick zu helfen.
Nach seiner Rückkehr nach England ging Grantham zu Mather, Dixon und Co. nach Liverpool, wo er später Partner der Firma wurde. Diese bauten Schiffsmotore, Lokomotiven, Zuckermühlen und fast alle Arten von Maschinen. Nach der Schließung von Mather, Dixon und Grantham entwarf er Schiffe und war beratender Ingenieur. Grantham beteiligte sich am Entwurf mehrerer großer Eisensegel- und Dampfschiffe, darunter der Sarah Sands, Pacific, Antelope und Empress Eugenie. Einer seiner Arbeitgeber war die Whitehaven Steamship Co. Für die Admiralität und später die Handelskammer überwachte Grantham die Passagierschifffahrt in Liverpool. Er wechselte 1859 nach London und arbeitete weiterhin für die Handelsmarine.
Im folgenden Jahr ging Grantham in Zusammenarbeit mit seinem Bruder als Ingenieur zur Buenos Aires Northern Railway in Argentinien. Im Jahr 1863 entwarf er die erste Straßenbahn im dänischen Kopenhagen. Im letzten Lebensabschnitt war er intensiv mit der Entwicklung und Verbesserung einer Dampfstraßenbahn beschäftigt. Sein Entwurf eines Doppeldeckwagens mit zwei vertikalen Kesseln in der Mitte wurde 1873 von der Oldbury Railway Carriage and Wagon Company gebaut. Nach einem Umbau wurde dieser von 1876 bis 1881 bei der Wantage Tramway eingesetzt. Danach kam er von 1903 bis 1934 bei der Portsdown & Horndean Tramway zum Einsatz.
Grantham war einer der Gründer der Polytechnic Society in Liverpool und blieb bis zu seinem Tod Ehrenmitglied. Im Januar 1860 gründete er die Institution of Naval Architects. Daneben war er Mitglied der Institution of Civil Engineers.
Grantham starb im Juli 1874 in Croydon, wo er mit seiner Frau Maria und zeitweise mit einem Neffen wohnte.

## Erfindungen
Im Jahr 1830 gewann Grantham einen Preis für einen Entwurf zum Ziehen von Personenwagen in Liverpool mit stationären Motoren. Er meldete mehrere Patente für Schiffspropeller an. Grantham entwickelte ein System der Kupferumantelung, um Schiffe in tropischen Klimazonen zu schützen. Dazu gehörten auch Kratzvorrichtungen (scraper) mit denen Schiffsrümpfe ohne Dock in Häfen gereinigt werden konnten.
Weitere Patente (Auswahl):
- Verbesserungen in der Konstruktion und Anordnung von Dampfmaschinen auf Schiffen (1842).[2]
- Verbesserungen im Beschlagen der Schiffe (1849).[3]

## Schriften (Auswahl)
- Iron, as a material for ship-building. Simpkin, Marshall, and Co.; London 1842. (Eisenbibliothek Is 120)
- Iron ship-building. With practical illustrations.